# Siegfried Panhofer
Siegfried Panhofer (* 4. Jänner 1942 in Saxen; † 13. Februar 1998) war ein österreichischer Zeitungsredakteur und Schriftsteller.

## Leben
Siegfried Panhofer wurde am 4. Jänner 1942 als jüngstes von fünf Geschwistern (Hans, * 1932, Rudolf, * 1934, Anna, * 1936, und Karl, * 1940) in der kleinen Gemeinde Saxen im Mühlviertel geboren. Seine Eltern waren Johann Panhofer (1908–1952) und dessen Ehefrau Klara (geborene Hinterreiter, 1909–1988). Nach dem Besuch der Volksschule in Saxen kam er an die Mittelschule nach Linz, an der er im Jahre 1961 maturierte. In weiterer Folgte leistete er seinen Präsenzdienst beim Österreichischen Bundesheer ab und begann daraufhin ein Studium an der Philosophischen Fakultät der Universität Wien.
Während seiner Studienzeit kam er in Kontakt mit der im Jahre 1900 gegründeten KÖStV Kürnberg, einer farbentragenden und nichtschlagenden Studentenverbindung und Mitglied des Österreichischen Cartellverbandes (ÖCV), deren Mitglied er am 18. Mai 1965 wurde und den Couleurnamen Sigi erhielt. Im Wintersemester 1966/67 sowie im Sommersemester 1969 fungierte Panhofer als Fuchsmajor der besagten Studentenverbindung. Nach beendetem Studium wurde Panhofer schriftstellerisch und journalistisch tätig. Zum Zeitpunkt seines frühen Ablebens im Alter von 56 Jahren gehörte er als Redakteur dem Österreichischen Wirtschaftsverlag an.
Am 13. Februar 1998 starb Panhofer im Alter von 56 Jahren. Ein Jahr nach seinem Tod wurde im Eigenverlag (Panhofer Verlag) das Buch Die Mär vom Henkersbeil, das in Zusammenarbeit mit seinem Sohn Marcus entstanden war und Illustrationen von Tilman Schwägerl enthielt, veröffentlicht.
Zu seinen Ehren richtete der Österreichische Wirtschaftsverlag, der unter anderem die Handelszeitung herausgibt, einen Preis für verdiente Persönlichkeiten des Handels ein – den Siegfried-Panhofer-Preis. Einer der Preisträger war unter anderem Philip Markl (1938–2011), der rund vier Jahrzehnte lang die Geschicke von Spar Österreich wesentlich mitgeprägt hat.

## Familie
Vom 15. Juni 1967 bis zu seinem Tod war er mit der Selbstständigen Christine (geborene Fontani; * 1946) verheiratet. Aus der Ehe entstammen die drei Kinder Michael, Marcus und Gregor.

## Werke (Auswahl)
- Arbeiten für den Österreichischen Wirtschaftsverlag: u. a. in der Handelszeitung
- 1999: Die Mär vom Henkersbeil (zusammen mit seinem Sohn Marcus; mit Illustrationen von Tilman Schwägerl)